# 上木戸 (新潟市)
上木戸（かみきど）は、新潟県新潟市東区の町字。現行行政地名は上木戸一丁目から上木戸五丁目と大字上木戸。住居表示は一丁目から五丁目は実施済み区域、大字は未実施区域。郵便番号は950-0891。

## 概要
1889年（明治22年）から現在までの大字。及び1992年（平成4年）から現在までの町名。かつては阿賀野川下流左岸の自然堤防上に立地した村だったが、松ヶ崎掘割の決壊による河道の変更により通船川沿いの村になった。
もとは江戸時代から1889年（明治22年）まであった上木戸村の区域の一部で、地名は王瀬の長者の伝説にちなむ。昭和に入ってから工場が進出し、宅地化が進んだ。

### 隣接する町字
北から東回り順に、以下の町字と隣接する。
- 豊
- 寺山
- はなみずき
- 竹尾
- 牡丹山
- 中木戸

## 歴史
開発年代は不詳だが、1678年（延宝6年）の記録に村名がある。

### 分立した町字
1889年（明治22年）以後に、以下の町字が分立。
豊（ゆたか）
1979年（昭和54年）に分立した町字。
はなみずき
1998年（平成10年）7月18日に分立した町字。

### 年表
- 1889年（明治22年）4月1日 : 合併により木戸村の大字となる。
- 1901年（明治34年）11月1日 : 合併により石山村の大字となる。
- 1943年（昭和18年）5月3日 : 合併により新潟市の大字となる。
- 1992年（平成4年）11月24日 : 住居表示を実施[6]。
- 2007年（平成19年）4月1日 : 新潟市の政令指定都市移行により、東区の大字となる。

## 世帯数と人口
2018年（平成30年）1月31日現在の世帯数と人口は以下の通りである。
| 丁目         | 世帯数    | 人口    |
| ------------ | --------- | ------- |
| 上木戸一丁目 | 331世帯   | 797人   |
| 上木戸二丁目 | 389世帯   | 873人   |
| 上木戸三丁目 | 358世帯   | 811人   |
| 上木戸四丁目 | 366世帯   | 818人   |
| 上木戸五丁目 | 533世帯   | 1,068人 |
| 計           | 1,977世帯 | 4,367人 |

## 小・中学校の学区
市立小・中学校に通う場合、学区は以下の通りとなる。
| 大字・丁目   | 番地 | 小学校               | 中学校             |
| ------------ | ---- | -------------------- | ------------------ |
| 上木戸       | 全域 | 新潟市立牡丹山小学校 | 新潟市立木戸中学校 |
| 上木戸一丁目 | 全域 | 新潟市立牡丹山小学校 | 新潟市立木戸中学校 |
| 上木戸二丁目 | 全域 | 新潟市立牡丹山小学校 | 新潟市立木戸中学校 |
| 上木戸三丁目 | 全域 | 新潟市立牡丹山小学校 | 新潟市立木戸中学校 |
| 上木戸四丁目 | 全域 | 新潟市立牡丹山小学校 | 新潟市立木戸中学校 |
| 上木戸五丁目 | 全域 | 新潟市立牡丹山小学校 | 新潟市立木戸中学校 |

## 主な企業・施設
- 新潟市立木戸中学校
- 第四北越銀行 大形支店

## 交通

### 道路
- 新潟県道3号新潟新発田村上線